# Hymenogyne glabra
Hymenogyne glabra là một loài thực vật có hoa trong họ Phiên hạnh. Loài này được (Aiton) Haw. mô tả khoa học đầu tiên năm 1821.